# Larbi Benboudaoud
Larbi Benboudaoud, född den 5 mars 1974 i Bordj Zemoura, Algeriet, är en fransk judoutövare.
Han tog OS-silver i herrarnas halv lättvikt i samband med de olympiska judotävlingarna 2000 i Sydney.